# 危害消除
危害消除（Hazard elimination）是一種危害管理方式，注重把物件或工序所做成的危害完全消除。危害消除是控制等級五大類方式中最為有效的一種，並應優先使用。不少司法管轄區要求僱主在可行時必須把危害完全消除，不可行之時才可考慮其他選項。
危害消除於設計初期最為有效，成本較低且容易實現。而當工具已開始使用又或工序已經建立時則需要大幅度改變原來的工序。若設計過程或生產階段中重新加入其他危害，則危害消除將會無效。
將危害完全消除是设计保障安全理念中的重要一環，該理念要求在項目的設計階段盡早消除危害。將危害完全消除常為最困難的方式，但將項目設計初期將其提出有助設計者更容易作出安全相關的改變。

## 常見例子
不再使用有害化學物質是危害消除的一個例子，部分物質難以完全消除，則可以用其他較低危害的替代。危害消除亦可用於設備之上，例如將引起噪音的設備從房間中移除，又或將非必要的刀片從機械中移除。定期維修保養亦可消除故障做成的危害。
危害消除亦可應用於工序之上，例如不於高處行走可消除高空工作帶來的墮下危害，又或將需作維修保養的物件帶至地表才開始工作。於穀倉塔或其他高風險環境工作的工序可利用機械人或其他設備，由此消除人員在內所帶來的危害。減省打開包裹的工序亦可消除檢查員吸入有害物質的危害。